# Anasaitis decoris
Anasaitis decoris là một loài nhện trong họ Salticidae.
Loài này thuộc chi Anasaitis. Anasaitis decoris được Elizabeth Bangs Bryant miêu tả năm 1950.